# Kaltenberg (Gemeinde Eberstein)
Kaltenberg ist eine Ortschaft in der Gemeinde Eberstein im Bezirk Sankt Veit an der Glan in Kärnten (Österreich). Die Ortschaft hat 32 Einwohner (Stand 1. Jänner 2024).

## Lage
Die Ortschaft liegt auf dem Gebiet der Katastralgemeinde Kaltenberg, an den südwestlichen Hängen der Saualpe. Die weit verstreuten Höfe sind jeweils vom Rand der Ortschaft aus erreichbar, teils von der Görtschitztal Straße aus, teils von der Diexer Landesstraße aus, und teils von der Gemeindestraße, die nach Hochfeistritz führt, aus. Untereinander sind sie vielfach aber nur über nicht befahrbare Wege miteinander verbunden.
In der Ortschaft werden noch folgende Hofnamen geführt: Lassernig (Nr. 1), Plötschke (Nr. 3), Probiesnig (Nr. 7), Labernig (Nr. 8), Wachkeusche (Nr. 9), Prachenschuster (Nr. 12), Meloinig (Nr. 13), Priebernig (Nr. 19), Hassler (Nr. 20), Petscharnig (Nr. 21), Tertschnig (Nr. 23), Krall (Nr. 24), Buggler (Nr. 25), Knaas (Nr. 27), Wutscher (Nr. 28), Bäuerl (Nr. 29) und Spitzer (Nr. 31).

## Geschichte
1371 wird der Ort als Chollenberg, 1406 als Kalnperg (= Kahler Berg) genannt.
Auf dem Gebiet der Katastralgemeinde Kaltenberg liegend, gehörte der Ort in der ersten Hälfte des 19. Jahrhunderts zum Steuerbezirk Eberstein. Bei Bildung der Ortsgemeinden im Zuge der Reformen nach der Revolution 1848/49 kam Kaltenberg an die Gemeinde Hochfeistritz. Bei Auflösung der Gemeinde Hochfeistritz kam der Ort 1871 an die Gemeinde Eberstein.
Im Zuge der Höhen- und Landflucht wurden viele der Höfe im 20. Jahrhundert nach und nach teils völlig aufgegeben, teils nur mehr als Nebenwohnsitz genutzt.

## Bevölkerungsentwicklung
Für die Ortschaft zählte man folgende Einwohnerzahlen:
- 1854: 209 Einwohner[4]
- 1869: 32 Häuser, 244 Einwohner[5]
- 1880: 32 Häuser, 251 Einwohner (davon Wutschen 3 Häuser, 15 Einwohner)[6]
- 1890: 32 Häuser, 247 Einwohner[7]
- 1900: 33 Häuser, 197 Einwohner[8]
- 1910: 36 Häuser, 180 Einwohner[9]
- 1923: 32 Häuser, 186 Einwohner[10]
- 1934: 200 Einwohner[11]
- 1961: 25 Häuser, 134 Einwohner[12]
- 2001: 20 Gebäude (davon 12 mit Hauptwohnsitz) mit 20 Wohnungen; 48 Einwohner und 5 Nebenwohnsitzfälle; 14 Haushalte; 0 Arbeitsstätten, 15 land- und forstwirtschaftliche Betriebe[13]
- 2011: 19 Gebäude, 46 Einwohner, 15 Haushalte, 0 Arbeitsstätten[14]
- 2021: 17 Gebäude, 31 Einwohner, 12 Haushalte, 9 Arbeitsstätten[15]

## Ehemaliger Ortschaftsbestandteil Wutschen
Im 19. Jahrhundert gab es im Bereich der Ortschaft Kaltenberg weniger Wald als heute. Doch ein Bereich im Südwesten der Ortschaft war durch Wald von den übrigen Häusern getrennt; im Franziszeischen Kataster ist dort die Flurbezeichnung Auf der Wutschen verzeichnet. Ende des 19. Jahrhunderts wurde dafür vorübergehend der Ortschaftsbestandteil Wutschen geführt, für den 1880 3 Häuser mit 15 Einwohnern gezählt wurden. Heute bestehen dort noch die Höfe Wutscher und Bäuerl.